# 時空を超え 宇宙を超え/Password is 0
『時空を超え 宇宙を超え/Password is {\displaystyle \scriptstyle \emptyset }』（ときをこえ そらをこえ/パスワード・イズ・ゼロ）は、モーニング娘。56枚目のシングル。モーニング娘。'14（むすめワンフォー）名義で2014年4月16日に発売された。
本項では後述するモーニング娘。’14と森三中の大島美幸、および黒沢かずことのコラボレーションによる架空のCM限定アイドル・ユニット『モリ娘。』（モリむす）についても記述。

## リリース
初回生産限定盤A・B・C・D・通常盤A・Bの6形態で発売。
初回生産限定盤A・B・C・Dはミュージック・ビデオを収録したDVD同梱（後述参照）。
初回生産限定盤D、および通常盤A・Bにはボーナス・トラックとしてモリ娘。バージョンの『Password is {\displaystyle \scriptstyle \emptyset }』が収録。
初回生産限定盤A・B・C・Dにはイベント抽選シリアルナンバーカードが封入。
初回仕様の通常盤A・Bにはトレカサイズ生写真（ランダム、通常盤A：1曲目衣裳のソロ10種+集合1種、通常盤B：2曲目衣裳のソロ10種+集合1種）が封入。

## 楽曲解説
1. 時空を超え 宇宙を超え
ミディアムテンポの楽曲で、バラードと評されることもあるが、つんく♂はバラードを想定して作ったわけではないと語っている。
曲中にはピアノや生音のヴァイオリン等を編集したフレーズが繰り返され、ダンスも同様にクラシックの要素が取り入れられている。
つんく♂は、通常レコーディング前に、自身の声を収録したデモテープを制作してメンバーに渡すが、この曲がつんく♂が声帯を摘出する前に制作した最後の楽曲である。
2. Password is {\displaystyle \scriptstyle \emptyset }
au（KDDI・沖縄セルラー電話）のタイアップを受けて制作された。タイトルは「合言葉はゼロ」の意味となる。

## タイアップ
「Password is {\displaystyle \scriptstyle \emptyset }」は、モーニング娘。'14がモリ娘。名義として2014年1月22日から同年6月1日まで出演したKDDI、および沖縄セルラー電話の『auの学割』のCMソングとして起用。
モーニング娘。の表題曲がCMソングとして起用されるのは8枚目のシングル「恋のダンスサイト」以来、14年3か月ぶり。

## モリ娘。
2014年1月22日から同年6月1日までKDDI、および沖縄セルラー電話の『auの学割』のテレビCMのイメージキャラクターとして結成された架空のアイドルユニット。メンバー構成は先述の通りモーニング娘。'14と森三中の大島美幸、および黒沢かずこによる計12名で構成、auの公式ウェブサイトにて期間限定サイトも制作された。予定通り2014年6月1日を以てモリ娘。として広告活動を終了。

## チャート成績
2014年4月28日付オリコンチャート週間ランキングで約11.9万枚の売上で1位を獲得。
シングル5作連続1位はデビュー17年目で自身初、またシングル通算トップ10入りは56作となり自身の持つ歴代1位記録を更新。

## 収録曲

### CD
※全作詞・全作曲：つんく、全編曲：大久保薫
初回生産限定盤A・B・C
1. 時空を超え 宇宙を超え [4:49]
2. Password is {\displaystyle \scriptstyle \emptyset } [4:34]
3. 時空を超え 宇宙を超え＜Instrumental＞
4. Password is {\displaystyle \scriptstyle \emptyset }＜Instrumental＞

初回生産限定盤D、通常盤A・B
1. 時空を超え 宇宙を超え
2. Password is {\displaystyle \scriptstyle \emptyset }
3. Password is {\displaystyle \scriptstyle \emptyset }（モリ娘。 Ver.） [4:35]
歌：モリ娘。（モーニング娘。'14、森三中(大島美幸・黒沢かずこ)）
4. 時空を超え 宇宙を超え＜Instrumental＞
5. Password is {\displaystyle \scriptstyle \emptyset }＜Instrumental＞

### DVD
初回生産限定盤A付属DVD
1. 時空を超え 宇宙を超え（Music Video Promotion Ver.）

初回生産限定盤B付属DVD
1. Password is {\displaystyle \scriptstyle \emptyset }（Music Video Promotion Ver.）

初回生産限定盤C付属DVD
1. 時空を超え 宇宙を超え（Music Video Dance Shot Ver.）

初回生産限定盤D付属DVD
1. Password is {\displaystyle \scriptstyle \emptyset }（Music Video Dance Shot Ver.）
2. Password is {\displaystyle \scriptstyle \emptyset }（モリ娘。 スペシャルムービー）
2014年3月9日、ラフォーレミュージアム六本木にて収録。

## 参加メンバー
- 6期：道重さゆみ
- 9期：譜久村聖、生田衣梨奈、鞘師里保、鈴木香音
- 10期：飯窪春菜、石田亜佑美、佐藤優樹、工藤遥
- 11期：小田さくら

## クレジット
- 大久保薫 - キーボード&プログラミング(1,2)
- 弦一徹 - ヴァイオリン(1)
- 道重さゆみ - コーラス(1,2)
- 鞘師里保 - コーラス(1,2)
- AKIRA - コーラス(2)
- つんく♂ - コーラス(2)